# 국립중앙극장
국립중앙극장(國立中央劇場, National Theater of Korea)은 민족예술의 발전과 연극문화의 향상에 관한 사무를 관장하는 대한민국 문화체육관광부의 소속기관이다. 1991년 2월 1일 발족하였으며, 서울특별시 중구 장충단로 59에 위치하고 있다. 극장장은 고위공무원단 나등급에 속하는 임기제공무원으로 보한다.

## 직무
- 우리의 고전과 창작극을 발전시키고, 외래문화를 창조적으로 수용하여 민족예술의 정통성과 정체성의 확보 및 문화의 다양성 확산
- 국가를 대표하는 수준 높은 공연예술 작품의 상시 제작 보급 및 국제교류 협력망 구축
- 예술이 지닌 고유한 가치와 문화의 다양성을 학교나 사회가 인식할 수 있는 다양한 예술교육의 개발·운영
- 공연예술과 관련된 자료의 수집·보관·정보화 등을 통하여 공연예술의 학문적 체계 정립·연구·보급
- 무대예술 전문인력 및 예술가 양성에 관한 사항
- 기타 극장의 임무달성을 위하여 필요한 사항

## 연혁
- 1949년 10월 8일: 국립극장 설치.
- 1950년 4월 29일: 부민관(현 서울특별시의회 의사당)에 국립극장 창설 및 국립극단 창단 .
- 1952년 12월 15일: 한국 전쟁 중 대구문화극장(현 한일극장)으로 이전.
- 1957년 6월 1일: 서울로 이전(구 명동예술극장).
- 1962년 1월 15일: 국립창극단, 국립무용단, 국립오페라단 창단.
- 1964년 9월 21일: 중앙국립극장으로 개편.
- 1969년 3월 8일: KBS로부터 교향악단 인수(국립교향악단으로 개칭).
- 1973년 5월 1일: 국립발레단, 국립합창단 창단.
- 1973년 10월 17일: 장충동으로 신축 개관.
- 1981년 8월 1일: 국립교향악단 KBS로 이관.
- 1982년 5월 15일: 야외극장 개장.
- 1991년 2월 1일: 국립중앙극장으로 개편.
- 1995년 1월 1일: 국립국악관현악단 창단.
- 2000년 1월 1일: 책임운영기관으로 지정.
- 2000년 2월 1일: 국립오페라단, 국립발레단, 국립합창단 재단법인화.
- 2001년 5월 23일: 별오름극장 개관.
- 2002년 6월 11일: 야외극장을 하늘극장으로 새단장 재개관.
- 2003년 4월 21일: 재단법인 국립극장발전기금 설립.
- 2004년 10월 29일: 해오름극장 새단장 재개관.
- 2005년 4월 29일: 달오름극장 새단장 재개관.
- 2008년 4월 30일: 하늘극장을 KB청소년하늘극장으로 새단장 재개관.
- 2010년 4월 30일: 법인화.
- 2014년 2월 19일: 달오름극장 재개관.

## 시설

### 해오름극장
국립극장의 메인 공연장으로 1973년 개장했다. 건립 당시의 명칭은 대극장이었으나, 2000년에 현재의 명칭으로 바뀌었다. 2004년에 대대적인 개축 공사를 거쳐 재개관했으며, 객석 수는 1563석이다. 오케스트라 피트와 회전무대, 승강무대 등의 시설도 갖추고 있어 창극 등의 무대 작품 공연장으로도 사용되고 있다.
건설 당시에는 극장 건축 노하우가 부족하던 시절이었기에 가부키 극장인 일본 국립극장을 본따 만들어졌으며, 그 때문에 “왜색이 짙다”는 문제가 끊임없이 제기되기도 했다. 또한, 시야가 제한되는 좌석이 많고 현대적인 공연기법을 적용하기 어렵다는 목소리가 높았으며, 개축공사에도 불구하고 객석과 로비가 노후화되었다는 지적까지 겹쳤다. 이로 인해 해오름극장은 2015년 전면 개·보수가 결정됐다.

### 달오름극장
건립 당시의 명칭은 소극장이었으나, 해오름극장과 함께 2000년에 개칭되었다. 개축 공사 후 2005년에 재개관했다. 객석 수는 427석이며, 국립 예술단체들의 대표 레퍼토리 및 상설 공연, 특히 연극과 창극 전용 극장으로 사용되고 있다. 2014년에 리모델링하여 재개관했다. 객석수는 512석으로 변경되었다.

### 별오름극장
2001년에 현재의 명칭으로 개관했으며, 객석 수는 수납식(지정석으로 운영) 74석과 이동식 30여석 등 총 100여 석이다. 무대는 가변식으로, 소규모 창작 혹은 실험적인 무대 예술의 공연장으로 사용되고 있다.

### KB청소년하늘극장
2002년에 개장한 야외 공연장인 하늘극장을, 국민은행의 후원으로 2008년 리모델링을 통해 732석의 객석을 가진 돔형 공연장으로 새롭게 개관했다. 지붕 일부가 자동으로 열리고 닫혀 자연 채광이 가능하고, 날씨에 관계없이 안정적인 공연이 가능하다.

## 조직

### 국립중앙극장장
- 국립창극단
- 국립무용단
- 국립국악관현악단
- 운영지원팀
- 공연기획팀
- 무대예술팀
- 교육전시팀

## 같이 보기
- 한국의 미술
- 육영수